# Infographic

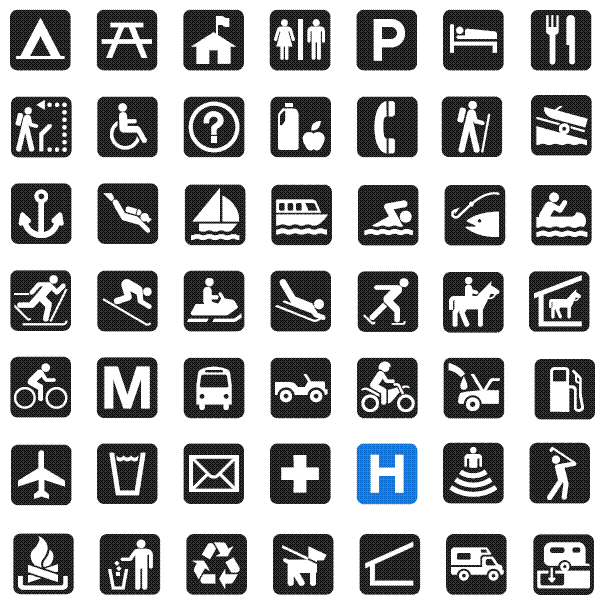
Pictogrammen van de US National Park Service.

Infografiek van het Metronet van Washington D.C.

De Pioneer Plaque.

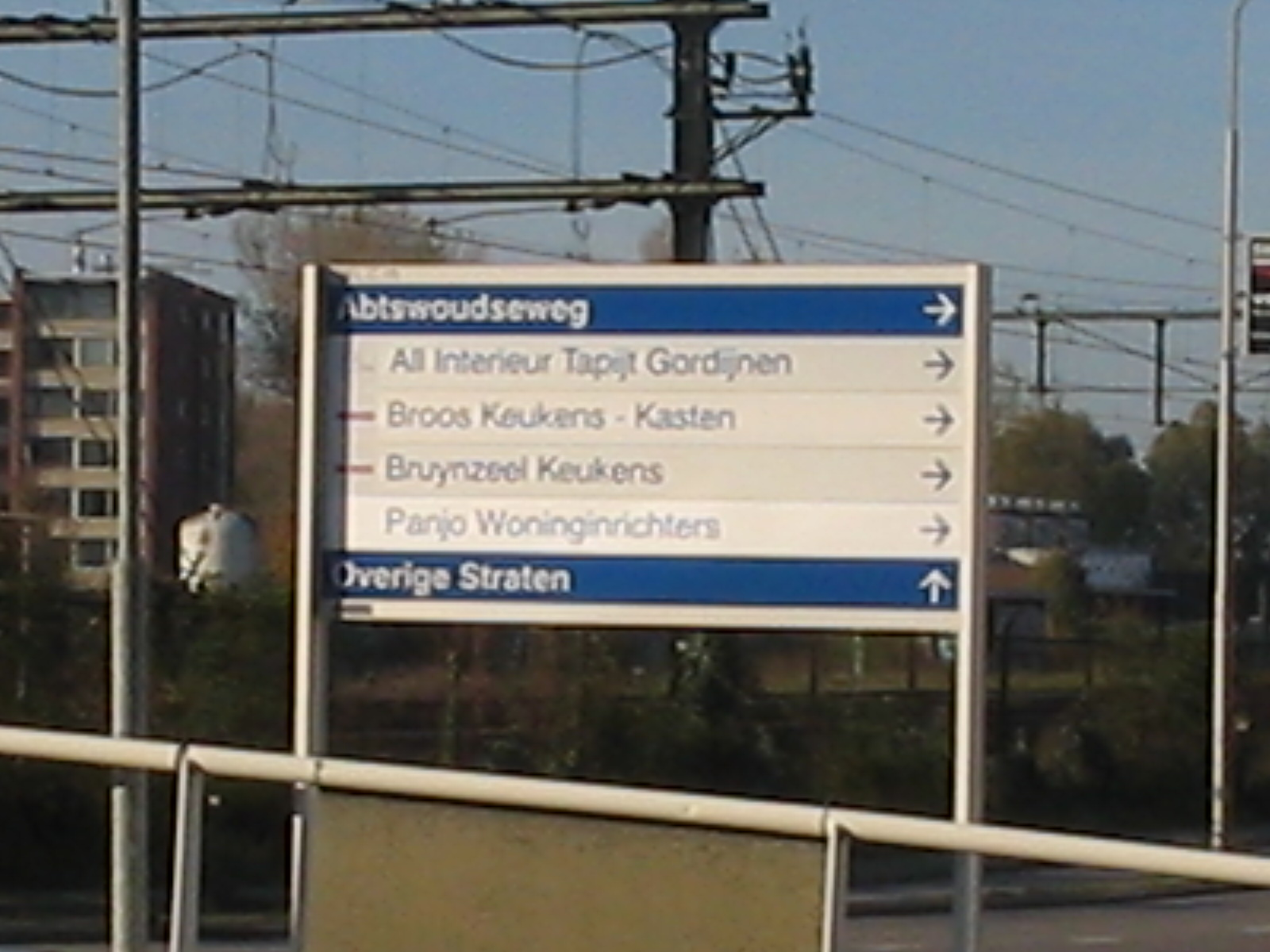
Wegwijzer op bedrijventerrein.

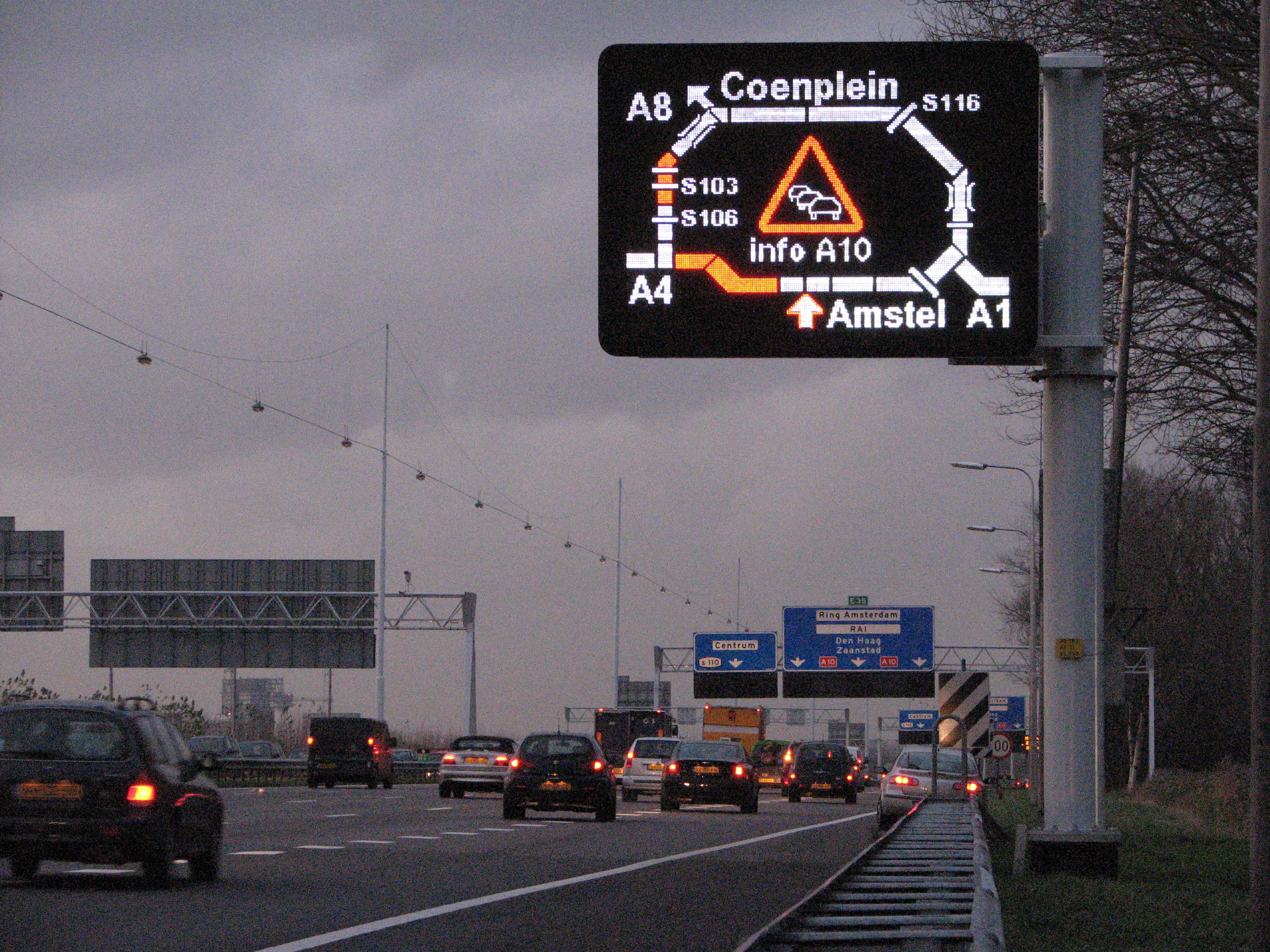
Signalering op de snelweg.

Een infographic of informatieve illustratie geeft een informatieve weergave van verschillende objecten met een combinatie van tekst en beeld. Dit kan voorkomen in de vorm van een kaart, grafiek, bord, instructieve tekening of een interactieve applicatie. Ze is bedoeld voor het overdragen van informatie, data en kennis. Het wordt toegepast door journalisten in nieuws- en achtergrondartikelen, in financiële jaarverslagen, in openbaar vervoerssystemen als verklarend beeld, als instrument binnen de marketingmix en voor wetenschappelijke of educatieve doeleinden.

## Algemeen
De term infographic is verkorting van de Engels term: "information graphics". In het Nederlands is dit begrip niet nader gedefinieerd en er bestaat geen overeenstemming, welke vormen van informatieontwerpen onder de "infographic" vallen.
De infographic is een grafische weergave van informatie in de vorm van grafieken, diagrammen of strip-achtige illustraties. Binnen deze vormen wordt gebruikgemaakt van bijvoorbeeld fotografie, lijntekeningen, kleurcoderingen, teksten, cijfers, of een combinatie ervan. Alle elementen in die infographics geven informatie over actuele gebeurtenissen, of bevat een analyse van de gebeurtenissen of becommentarieert deze juist. Maar de infographic kan ook gerelateerde achtergrondinformatie weergeven.
Volgens Nigel Holmes rekent men de gewone kaart, die informatie over de omgeving weergeeft, niet tot de infographics. Infographic zijn gekoppeld aan processen of gebeurtenissen en tonen daarover gegevens. Deze gebeurtenis kan fictief zijn, gelogen, of duizenden jaren geleden plaats hebben gevonden. Dat zorgt wel weer voor een volgende onderverdeling in de infographics. Namelijk een onderverdeling naar de toepassing van de infographic. Die onderverdeling is gekoppeld aan de tijd die beschikbaar is om de infographic te fabriceren, waaraan uiteraard een financiële overweging ten grondslag ligt. Voor de infographics zorgt de tijdsdruk ervoor dat er twee stromingen zijn binnen de productie van deze vorm van visuele media. Infographics worden gemaakt voor media met een langere ontwikkelingstijd en voor media die de actuele nieuwswaarde naar voren willen brengen. Infographics voor nieuwsmedia en voor tijdschriften (achtergronden). Het verschil tussen de pictogram en de infographic zit dus zowel in de vorm, de opzet en het doel als in de functie.

## Pictogrammen
Er is geen gedefinieerde scheiding tussen een pictogram en een infographic als informatieve illustraties. Het Prisma woordenboek (1988) beschrijft het pictogram als: "Aanduiding door een afbeelding". Deze afbeelding duidt een locatie of een voorwerp aan. Het is een vereenvoudigde, geabstraheerde weergave van een object, die toch herkenbaar is.
Pictogrammen kunnen de gebruiker aanzetten tot het doen van (of het verbieden van) een handeling ; instructief: 'U mag hier niet inhalen' (verkeersbord), 'u moet hier linksaf' (verkeersbord), 'werp hier uw munt in' (NS pictogram). Of locaties aanduiden: 'hier kunt u kaartjes kopen' (NS pictogram), 'daar staat het informatie paneel' (NS pictogram), 'linksaf zijn de treinen' (NS pictogram).
Voorheen werden infographics ook geschaard onder de beeldstatistiek. De beeldstatistiek is volgens de Dikke Van Dale een "statistiek waarbij de onderwerpen door schematische afbeeldingen of gemakkelijk herkenbare symbolen zijn aangeduid en de getallen of hoeveelheden door het aantal malen dat het symbool wordt getekend". Beide voornoemde vormen van informatie ontwerpen putten uit de eindeloze mogelijkheden die de visuele beeldtaal de gebruiker en de ontwerper biedt. Er is een grote diversiteit aan verschillende uitingen die allemaal onderdeel zijn van informatie ontwerpen en gebruikmaken van beeldtaal.

## Informatieontwerpers
- Gerd Arntz is een Duits graficus, die samenwerkte met Otto Neurath aan de ontwikkeling van het het internationale systeem voor beeldtaal Isotype (International System Of Typographic Picture Education).
- Bureau d'études is begonnen met het in kaart brengen van de kunstwereld, eigenlijk om een beter zicht te krijgen in de wereld (kunstwereld) waarin ze zich bevinden. Dit deden ze door middel van het in kaart brengen van bijvoorbeeld de markt, staat, coöperatief, etc. Dit resulteert momenteel hoofdzakelijk in het maken van kaarten die zichtbaarheid geven aan wat Bureau d'études de organisatie van het kapitalisme noemt.
- Nigel Holmes is een specialist op het vakgebied van informatieontwerpen en het ontwerpen van infographics, voormalig 'graphic director' van Time Magazine en schrijver van diverse boeken over informatieontwerpen en infographics, waaronder het standaardwerk: Designer's Guide to Creating Charts and Diagrams.
- Paul Mijksenaar is een visueel ontwerper en naamgever van het internationale ontwerpbureau Mijksenaar. Hij is een specialist in het ontwikkelen en ontwerpen van bewegwijzeringssystemen voor luchthavens en stations, en emeritus hoogleraar Vormgeving van Visuele Informatie aan de Technische Universiteit Delft.
- Otto Neurath (1882-1945) was socioloog, politiek econoom en antifilosoof. Op latere leeftijd begonnen als ontwerper van visuele informatieoverdracht; hij begon daarmee in een tentoonstelling over huisvesting in de jaren twintig. Later ging hij een samenwerking aan met de graficus Gerd Arntz om het Isotype-systeem verder uit te werken. Volgens hem was de beeldtaal objectiever dan geschreven taal.
- Rik van Schagen ontwerper van infographics, kaarten, grafieken, pictogrammen, beeldmerken en illustraties, o.a. voor het NRC Handelsblad.[1]
- Nicole en Rob Smulders Informatie- en infographicontwerpers, werkzaam bij en eigenaar van MediagraphiX te Hilversum, leverancier van infographics aan een heel aantal grote Nederlandse landelijke dagbladen.
- Peter Sullivan informatieontwerper. Een van de twee grote informatie ontwerpers, naast Nigel Holmes. Hij is voormalig 'managing editor' van de grafische afdeling van de krant The Sunday Times en hij is schrijver van het boek Newspaper Graphics.
- Sam Ward is illustrator en grafische-informatiespecialist bij de Amerikaanse krant USA Today.
- Bert van den Broek, Infographicontwerper, werkzaam bij en eigenaar van Idetif te Breda, leverancier van infographics aan een heel aantal grote Nederlandse multinationals.
- Patrick Rosema, mede-eigenaar van 11EN1. Maakt van lastige of grote hoeveelheden informatie een overzichtelijke Infographic.